# Millepora braziliensis
Millepora braziliensis is een hydroïdpoliep uit de familie Milleporidae. De poliep komt uit het geslacht Millepora. Millepora braziliensis werd in 1868 voor het eerst wetenschappelijk beschreven door Verrill. 